# Darko Bodul
Darko Bodul (født 11. januar 1989) er en østrigsk/bosnisk fodboldspiller, der spiller i FC Yenisey Krasnoyarsk.

## Karriere

### Odense Boldklub
I januar 2013 skrev OB en kontrakt med Bodul frem til sommeren 2015. Han blev købt fri af sin kontrakt med den østrigske klub Sturm Graz.